# Becada de Nova Guinea
La becada de Nova Guinea (Scolopax rosenbergii) és una espècie d'ocell de la família dels escolopàcids (Scolopacidae) que habita les selves de les muntanyes de Nova Guinea.